# On Deadly Ground
On Deadly Ground es una película de 1994 producida, dirigida y protagonizada por Steven Seagal, y coprotagonizada por Michael Caine, Joan Chen, John C. McGinley, R. Lee Ermey, Kenji Nakano, y Billy Bob Thornton. La película se mantuvo en la posición #1 en la taquilla. Obtuvo $78,1 millones en todo el mundo.

## Argumento
Forrest Taft trabaja para la Aegis Oil Company en Alaska. El dueño de la Aegis es Michael Jennings, un tipo corrupto y sin escrúpulos al que no le importa el daño ecológico que causa su empresa siempre que le haga ganar dinero. Como coronación Jennings también paga anuncios en los que se hace aparecer como un defensor del medio ambiente para encubrir lo que está haciendo. Cuando el mejor amigo de Taft, Hugh Palmer se interpone en el camino de Jennings, éste lo asesina. Y cuando Taft empiece a investigar el crimen, Jennings intenta matarlo también. Sin embargo, Taft recibe la ayuda de Masu, una mujer esquimal que lo llevará ante su padre, Silook, el jefe de la tribu. Con su ayuda, Taft decide detener a Jennings de una vez por todas.

## Reparto
| Actor                       | Personaje         | Notas                            |
| --------------------------- | ----------------- | -------------------------------- |
| Steven Seagal               | Forrest Taft      |                                  |
| Michael Caine               | Michael Jennings  |                                  |
| Joan Chen                   | Masu              |                                  |
| John C. McGinley            | MacGruder         |                                  |
| R. Lee Ermey                | Stone             |                                  |
| Shari Shattuck              | Liles             |                                  |
| Billy Bob Thornton          | Homer Carlton     |                                  |
| Richard Hamilton            | Hugh Palmer       |                                  |
| Chief Irvin Brink           | Silook            |                                  |
| Apanguluk Charlie Kairaiuak | Tunrak            |                                  |
| Elsie Pistolhead            | Takanapsaluk      |                                  |
| John Trudell                | Johnny Redfeather |                                  |
| Mike Starr                  | Mike "Big Mike"   |                                  |
| Sven-Ole Thorsen            | Otto              | Acreditado como Swen-Ole Thorsen |
| Jules Desjarlais            | Esquimal ebrio    |                                  |
| Irvin Kershner              | Walters           |                                  |
| Bart the Bear               | El oso            |                                  |
| Frank "Sonny" Sisto         | Danzante nativo   |                                  |
| Louise Fletcher             | La bartender      | No acreditada                    |

## Producción
Esta película fue el debut de Seagal como director de películas. Quiso hacer una película de acción con muchos efectos especiales. Aun así Seagal quiso guardarse las espaldas y para ello añadió un tenue mensaje ecologista a la trama contando además con el prestigioso Michael Caine en el papel del villano.

## Crítica
La película tiene 12% en Rotten Tomatoes